# Upplands runinskrifter 730
Upplands runinskrifter 730 är ett försvunnet vikingatida runstensfragment som funnits i Grillby, Villberga socken och Enköpings kommun. Stenen har varit försvunnen sedan länge. Ristningen attribueras till Balle.

## Inskriften
Translitterering av runraden:
[...--... ...-uk · hu-...]
Normalisering till runsvenska:
... ... ...
Översättning till nusvenska:
...